# 貝拉博烏帕齊拉
貝拉博乌帕齐拉是孟加拉国諾爾辛迪縣的一个乌帕齐拉，位於達卡专区的諾爾辛迪縣。。

## 人口
據1991年孟加拉國人口普查，貝拉博共有戶數27,802戶，人口145708人。其中男性佔比51.05%，女性佔比48.95%；成年人口73,046人。該地7歲以上人口之平均識字率為29.9%，低於全國平均值（32.4%）。